# Cerkiew Przemienienia Pańskiego w Klejnikach
Cerkiew pod wezwaniem Przemienienia Pańskiego – prawosławna cerkiew cmentarna w Klejnikach. Należy do parafii Wniebowstąpienia Pańskiego w Klejnikach, w dekanacie Narew diecezji warszawsko-bielskiej Polskiego Autokefalicznego Kościoła Prawosławnego.

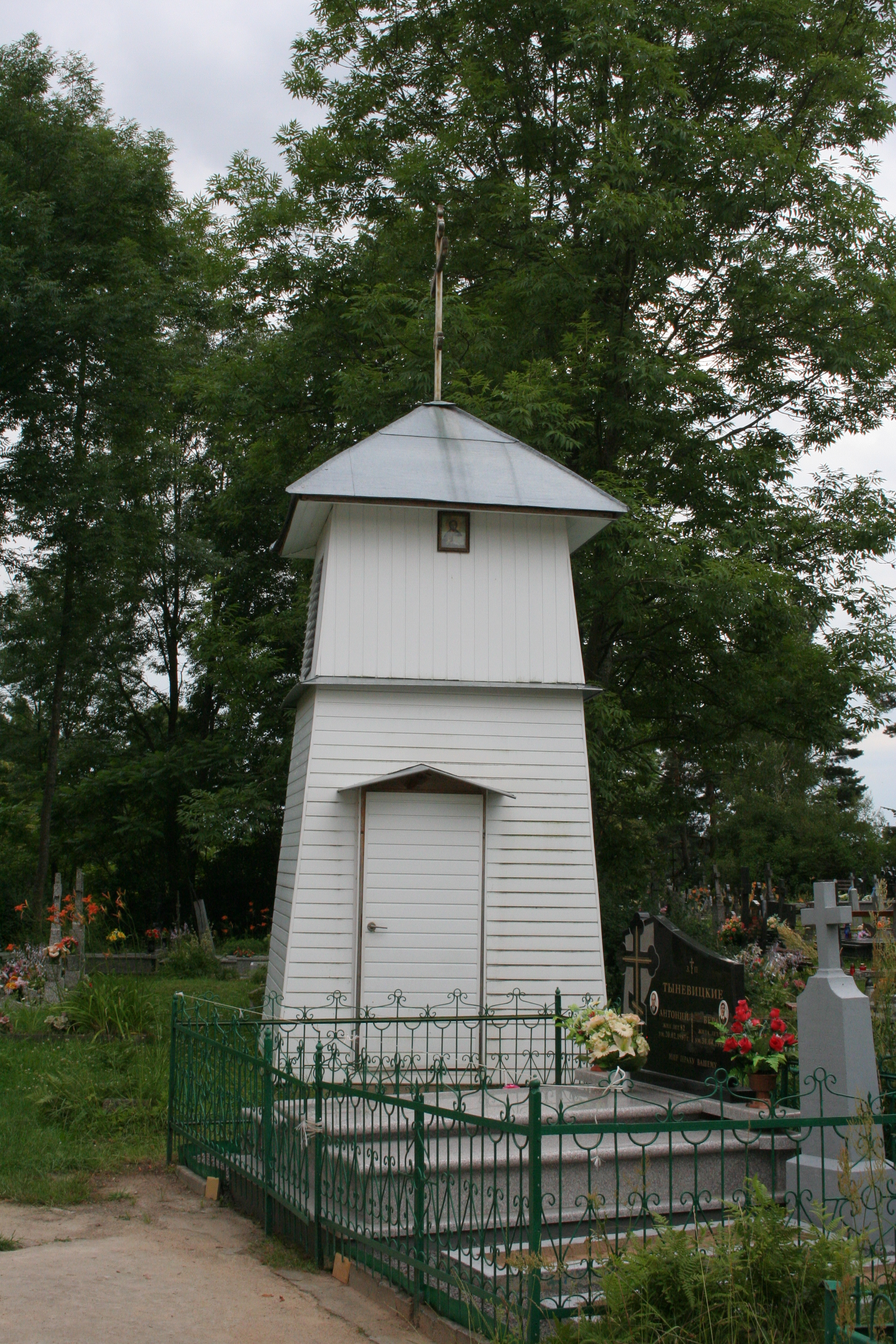
Dzwonnica przy cerkwi

Cerkiew znajduje się na cmentarzu prawosławnym (o pow. 5 ha), w odległości 1,5 km od centrum wsi.
Obecną murowaną świątynię zbudowano w 1914 w miejscu poprzedniej, drewnianej (z 1843). Po pożarze drewnianej cerkwi Wniebowstąpienia Pańskiego (1973), do czasu zbudowania nowej (murowanej), cerkiew cmentarna Przemienienia Pańskiego pełniła funkcję świątyni parafialnej.
Cerkiew została wpisana do rejestru zabytków 5 sierpnia 2013 pod nr A-533.